# Luis Alfredo Martínez
Luis Alfredo Martínez Holguín (Ambato, 23 de junio de 1869 - Ibídem, 26 de noviembre de 1909) fue un político, pintor, novelista, montañista, cazador y periodista ecuatoriano, de marcada tendencia liberal y amigo del presidente Eloy Alfaro. Entre los cargos públicos que ocupó se cuentan diputado al Congreso Nacional por la provincia de Tungurahua, gobernador de la misma provincia, subsecretario y ministro del Ministerio de Instrucción Pública. En el ámbito literario, es considerado el iniciador del realismo en el país, estilo que heredó de su afán pictórico donde se caracterizó siempre por el profundo realismo en sus representaciones. Su hermano, Augusto Martínez fue uno de los pioneros en la fotografía de Ecuador y juntos, recorrían ese país para plasmarlo en pinturas y capturas fotográficas.

## Breve biografía

### Orígenes familiares

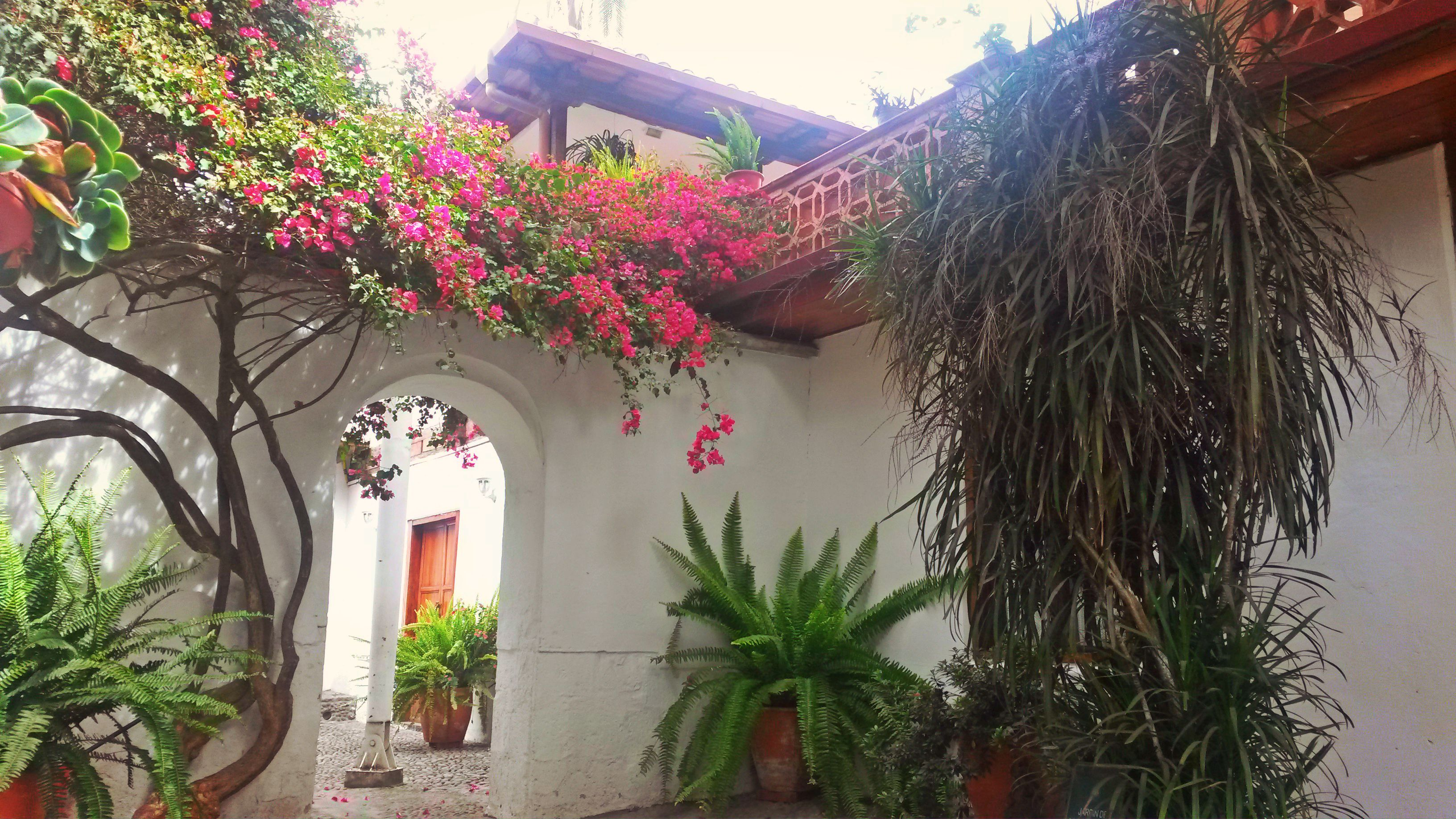
Quinta La Liria que ahora se encuentra en la ciudad de Ambato, Ecuador.

Nació el 23 de junio de 1869 en la Quinta La Liria ―que antes se encontraba a dos kilómetros al noreste de la villa de Ambato, al lado de la finca Atocha, y ahora se encuentra dentro del ejido urbano―. Era el sexto hijo del doctor Nicolás Martínez Vazcones (o Vascónez) y de la señora Adelaida Holguín Naranjo, ambos ambateños. A los seis años entró a la escuela La Merced. Para la secundaria su padre lo envió al colegio San Gabriel de Quito. Sin embargo, debido a su mala conducta y bajas calificaciones no completó sus estudios de bachiller, y fue enviado de nuevo a la finca La Liria. Ahí empezó a expresar su interés por la pintura, tras leer un manual de pintura y tomar varias clases de arte. Su padre lo envió a trabajar como chacarero a su hacienda Cangahual, en Mulalillo. Siempre contó con sensibilidad artística, y allí Martínez escribió su primera novela, En cuerpo viejo, corazón joven, que sin embargo no llegó a publicar. También probaría suerte con los cuentos, del que se conserva hasta ahora Episodios de una cacería. En esa época era un muchacho alto, musculoso, fuerte como un toro, impetuoso y ágil, reacio a los estudios y a toda disciplina. Con sus amigos Luis Aníbal Mera y Manuel Páez Moscoso formó un trío de ciclistas: se lanzaban por los montes y quebradas en pos de la aventura. Ocasionalmente los domingos entraban a caballo a la iglesia de Mulaló, perturbando las fiestas religiosas de los indígenas.

### Participación en la Revolución Liberal
En 1894, cuando tenía 24 años, fue nombrado «teniente político» de Mulalillo, cargo en el que impuso vigilancia a las familias indígenas, impidiéndoles festejar de acuerdo con sus tradiciones, y le obligó a pagar multas al sacerdote católico local, de quien las habladurías del pueblo afirmaban que estaba teniendo relaciones con una feligresa (este hecho le serviría de inspiración para una de las escenas más icónicas de su novela A la costa). Siempre se identificó con el partido liberal y al anuncio de la revolución se unió a las guerrillas. Estuvo en el combate que se llevó a cabo en San Miguel y solicitó al General Cornelio E. Vernaza Carbo que se una a las fuerzas lideradas por Eloy Alfaro. Sin embargo Vernaza se negaría lo que ponía en duda el triunfo de la revolución por lo que Martínez y otros compañeros de armas lo desobedecieron y fueron a la quebrada de Catiglata para apoyar el conflicto armado. Derrotaron a los conservadores que estaban liderados por el Comandante Álvarez y bajaban desde Quito para reforzar a los demás conservadores que estaban siendo derrotados en Gatazo. Su destacada participación permitió a su vez que Eloy Alfaro llegue a la capital para hacerse del poder, empezando así su presidencia. 

### Matrimonio y familia

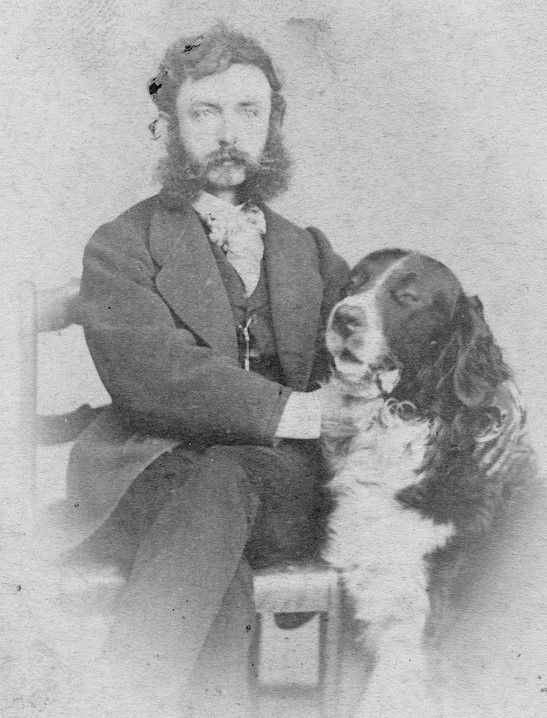
Juan León Mera

Un año más tarde, en 1896 se casó con su sobrina en segundo grado Rosario Mera Iturralde, hija de su primo, el escritor y político ambateño Juan León Mera (1832-1894). Esto marcaría su vida de manera importante puesto que Mera era un autor reconocido que tuvo mucho protagonismo con el partido conservador durante el gobierno Gabriel García Moreno. Al ser Mera uno de los fundadores de la Academia Ecuatoriana de la Lengua, tenía mucha influencia cultural en el Ecuador de aquella época. Sin embargo, a partir de la revolución liberal, el panorama político cambió y los conservadores perdían poder. Mera se opuso al matrimonio y le pidió de favor a Rosario que no le entregue su corazón a un «anticlerical y ateo a pesar de ser de nuestra misma sangre y afecto». Sin embargo la unión se llevó a cabo y vivirían un matrimonio feliz y tendrían dos hijos. Uno de ellas sería Blanca Martínez Mera quien sería una destacada escritora y con la publicación de En la paz del campo, se convertiría en la primera mujer en Ecuador en publicar una novela. 

### Periodista y diputado

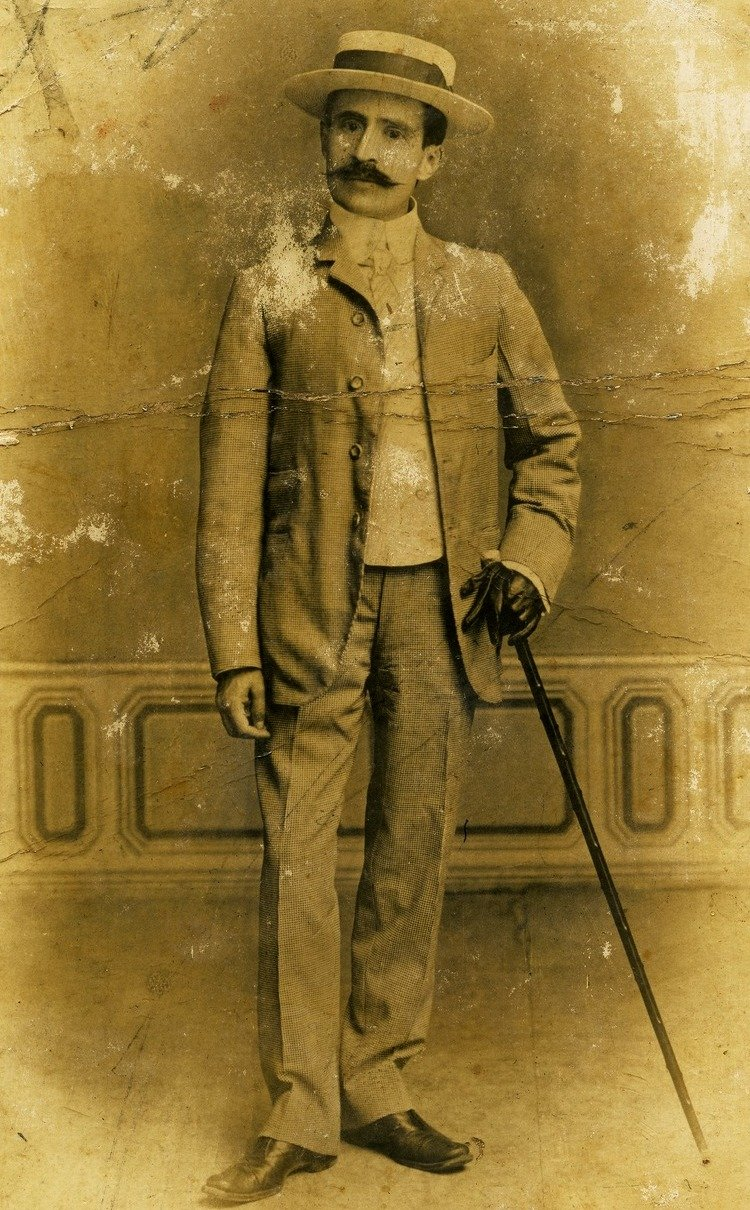
Manuel J. Calle

En 1897 trabajó con el renombrado periodista liberal Manuel J. Calle en la Revista de Quito, y publicó un artículo titulado «La agricultura ecuatoriana» en donde abordaba diversas formas de tecnificarla para mejorar su productividad que se publicaría en la imprenta «La Novedad de Quito». En ese año también publicaría sobre crítica de arte bajo el título de «La pintura de Paisaje en el Ecuador». Martínez eligió el formato epistolar para dicha publicación y estaría dirigido a su amigo Celiano Monge. Aparecería igualmente en la Revista de Quito. Meses más tarde escribiría sus Cartas de Viaje que serían formalmente sus primeros artículos de prensa y serían publicados en la revista llamada La Semana Literaria. Durante su participación con Manuel J. Calle conocería al autor César Borja Lavayen, así como a Alfredo Valenzuela Valverde. Tuvo una enfermedad respiratoria y por razones de salud se trasladaría a Piura temporalmente en busca de un clima seco y árido. Mientras se recuperaba y para «atenuar el fastidio» decidió dictarle a su esposa Rosario algunos ensayos que publicaría en años posteriores. De esta época nacerían algunas obras suyas como Disparates y Caricaturas que sería publicado en 1903 en la ciudad de Ambato con el seudónimo de Fray Colás (que une irónicamente la profesión religiosa de Fraile, siendo el un liberal no religioso, con el diminutivo de Nicolás). Esta tendría una segunda edición en 1961 con la Casa de la Cultura Ecuatoriana y que sería publicada como Los escritos de fray Colás. Aquí haría referencias burlescas del religioso Manuel José Proaño quien sería su antiguo profesor en el colegio San Gabriel. Además escribiría en esta época Camino al Oriente en donde desarrolla sus ideas para la colonización de esta región. Entre 1898 y 1899, con los liberales al mando de la república fue diputado nacional por la provincia de Tungurahua.

### Viaje a la costa
A inicios de la década de 1900 pasó a ser administrador del Ingenio azucarero Valdez, en lo que entonces era la parroquia Milagro provincia de Guayas. De su estadía en la región litoral adquirió polineuritis malaria, que lo dejó paralizado y postrado en cama durante seis meses. Sin embargo la región litoral, que fuera protagonista de la revolución liberal y que históricamente había ganado importancia tanto política como demográfica debido a la migración interna, era para Martínez el símbolo del futuro que el Ecuador tomaría. Por esta razón, fue en este tiempo en que dictó a su esposa su obra cumbre, A la costa, novela realista en que se describen los cambios sociales ocurridos en el país a finales del siglo XIX y que encarna literariamente al hecho político más importante de Ecuador después de su independencia, la Revolución liberal.

### Regreso a la sierra

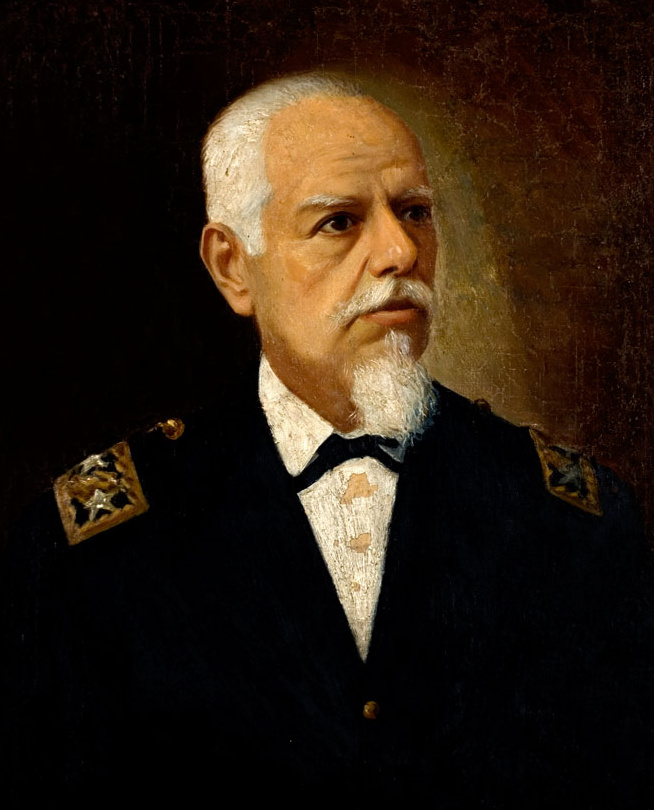
Eloy Alfaro

Tres años más tarde retomaría sus actividades en los Andes cuando en el 1903 fue nombrado ministro de Instrucción Pública, cargo desde el cual fundó la Escuela de Bellas Artes y la Facultad de Ciencia en Quito, así como la Escuela Normal de Agricultura en Ambato, que ahora lleva su nombre. También buscó la creación de Escuelas de Minería, de Industrias y de Comercio. Uno de sus sueños más anhelados era la construcción de un ferrocarril hacia la Amazonía. Durante esos años se estaba llevando a cabo la construcción del Ferrocarril Transandino del Ecuador, y que se terminaría en 1908, con la llegada del primer vagón desde la ciudad de Quito a Guayaquil. En cambio, Ambato, donde Martínez vivía siempre fue la puerta de entrada desde los andes ecuatorianos hacia la Amazonía y de ahí su cercana relación con esta región. Su suegro, Juan León Mera, le había dedicado una novela a dicha región titulada Cumandá, de marcada tendencia conservadora que representaba una tragedia y desarrollaba la vida en esta región alrededor de las históricas misiones que allí se realizaron y tenían como objetivo lograr el control estatal para confirmar las pretensiones territoriales de Ecuador. Esto entraba en conflicto con Perú y se desarrollaría una serie de guerras a lo largo de la historia de ambos países hasta 1998. Por esta razón en 1905 Luis A. Martínez viajó a Nueva York con la intención de buscar ingenieros que realizaran estudios técnicos para su planeado ferrocarril a la Amazonía, sin embargo, con la caída del gobierno de Alfaro en 1906, el ferrocarril que había ideado no pudo llevarse a cabo. Además de los reveses políticos por los conflictos internos del partido liberal, estos serían años muy duros para su familia puesto que su esposa falleció en 1905 y su hija en 1906, dos hechos que lo marcaron fuertemente. Un año más tarde criticaría fuertemente a Eloy Alfaro, distanciándose del ala radical del liberalismo. Llegó a publicar una hoja volante que fue considerado como un reto a muerte que terminaba dirigiéndose a Alfaro «Ud. es cardíaco, yo soy tísico, vamos a ver quién muere primero».

### Fallecimiento
Después de las tragedias familiares se retiró a vivir sus últimos años en Ambato dedicándose a la pintura. Fue un artista destacado y vivió del producto de sus cuadros al óleo que se vendían en doscientos cincuenta sucres cada uno. Su importancia artística fue al final de sus días y no se preocupó por presentar sus obras en grandes exposiciones sino que los vendía por separado a personas que normalmente buscaban revenderlas en el extranjero puesto que eran bien cotizados. En sus últimos días se dedicó a escribir otra novela, titulada El terruño que sin embargo no alcanzaría a terminarla. En octubre de 1909 regresó a la finca La Liria enfermo de tuberculosis, luego de dejar su puesto como senador. Murió el 26 de noviembre de 1909. Sus restos descansan actualmente en el cementerio municipal de Ambato.

## Escritos

### A la costa, el liberalismo y la migración

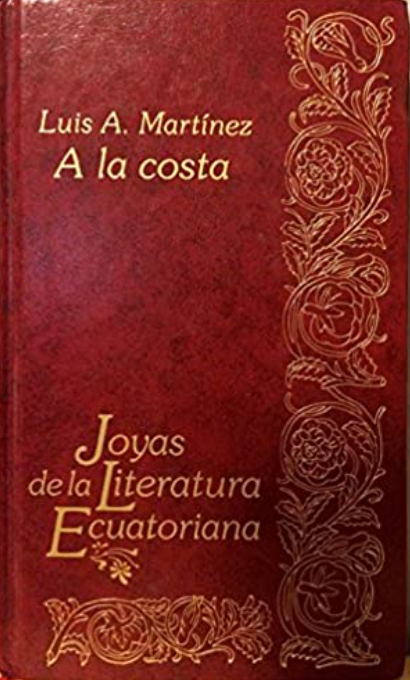
A la costa por Luis A. Martínez

Esta novela fue la expresión literaria del proyecto político del partido liberal que cobraría mucha importancia por la revolución de finales del siglo XIX. Fue además, según Galo René Pérez, la respuesta a Juan León Mera que era el escritor oficial del partido conservador y había tenido mucha importancia durante el gobierno de García Moreno. El proyecto político conservador, encarnado en la obra Cumandá se enfocaba en un expansionismo hacia la Amazonía (continuando la tradición de Quito como origen de las Misiones de Maynas), destacaba las raíces indígenas como la base del naciente país que giraba alrededor de la Iglesia católica con la consagración al Sagrado Corazón de Jesús. Por otro lado Luis A. Martínez propuso en A la costa el proyecto liberal de Ecuador como un país laico (contrastando la sierra católica con la costa secular), que se basa en una población mestiza en lugar de indígena y una economía volcada hacia el comercio internacional con la exportación de productos agrícolas como el cacao y el desarrollo del sector financiero. Su libro es la expresión literaria de lo que sociológicamente desarrollaría Belisario Quevedo bajo la frase «la costa es positivista y la sierra romántica» en su obra Sociología, política y moral.
Los efectos de estas ideas no se limitaron a la literatura o la sociología puesto que tuvo efectos en el conflicto limítrofe con Perú, ya que mientras en Ecuador la migración interna se dirigía «a la costa», Perú logró poblar los territorios amazónicos alrededor de la ciudad de Iquitos que antes habían sido parte de las Misiones de Maynas que salían desde la ciudad de Quito. Posteriormente el poblamiento peruano de esta región sería usado como argumento a favor de la anexión de esos territorios a ese país. Su obra terminaría proyectando lo que sería el futuro de Ecuador de acuerdo al desarrollo histórico de ese país durante el siglo XX, consolidando una república laica, mestiza y con un mayor peso demográfico en la región costera.

El valor de su obra también gira alrededor de sus descripciones pictóricas. Sacando ventaja de su destreza como artista y su profundo estudio de la naturaleza que acostumbraba hacer junto a sus hermanos, A la costa goza de una gran cantidad de paisajes que llamaron mucho la atención de los lectores, especialmente en los andes puesto que por falta de infraestructura en esa época no era común ni fácil movilizarse entre las montañas y la costa. Encontramos ejemplos como el siguiente:
Nada le gustaba tanto como trepar a uno de esos picos resquebrajados por las intemperies de los siglos, y dominar desde allí, sobre un dosel de nieblas, la confusión sublime de cordilleras, valles solitarios y gigantes nevados. En cada lagunilla, en cada mancha de bosquecillos negros, en cada roca, en cada hilera encontraba la poesía de la verdad, la poesía de la naturaleza; y no esa fingida y académica cantada por poetas enfermos de vaciedad e impotencia.

### La agricultura y la defensa de los indígenas

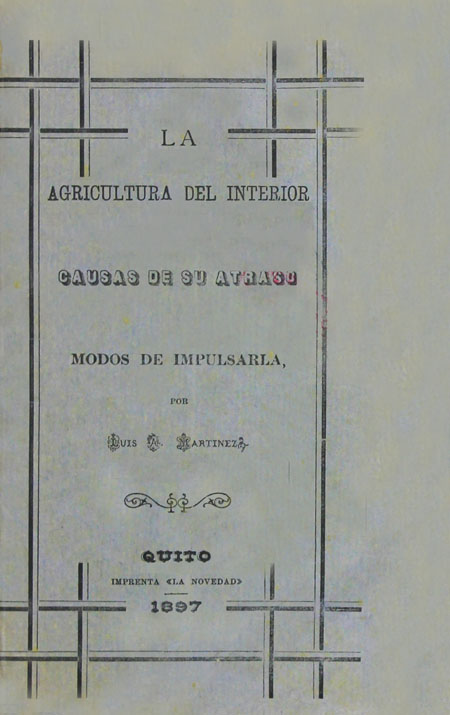
La agricultura del interior causas de su atraso modos de impulsarla

Dedicó a este tema dos publicaciones, la primera un artículo de 47 páginas cuando colaboraba con el periodista Manuel J. Calle. La segunda fue su libro La agricultura ecuatoriana en 376 páginas donde desarrolla en detalle cómo poder impulsar el agro en ese país. La preocupación por este tema era algo constante en América desde la independencia. Desde los escritos de Andrés Bello y su Silva a la zona tórrida, se creía que del desarrollo de la agricultura dependía el éxito posterior de las independencias de los países americanos. A juicio de Martínez en Ecuador existía un defecto importante y era el ser poco prácticos en los medios necesarios para lograr la prosperidad, es decir «nuestra prensa más se ha ocupado de política y religión que de ciencias o industrias que hasta ahora han sido asuntos muy poco estudiados». En estos escritos de muestra de manera clara los conocimientos que tenía Martínez de la geografía de Ecuador, algo que había adquirido a través de sus estudios, sus viajes como montañista y que lo expresaba tanto en sus pinturas como en su novela. Consideraba que por la cordillera de los Andes, la agricultura no se debía desarrollar como en otros países basándose en las latitudes, sino sobre todo en la temperatura que variaba mucho dependiendo de la altitud. Sus preocupaciones por la agricultura y su relación con los indígenas anticiparon los escritos de Pío Jaramillo Alvarado en muchas dimensiones. Su preocupación por el desarrollo del agro, no solo giraba alrededor de la construcción de caminos, el estudio del clima, la educación de los hacendados sino también el trato de los indígenas, a quienes se quería mejorar el pago e impulsar su desarrollo. Consideraba la educación agrícola la base de todo por lo cual impulsó la creación de una institución educativa orientada a ello, así como el desarrollo de conferencias agrícolas donde se traten los problemas importantes. También propuso la creación de un Código Rural que legisle sobre temas como las aguas, bosques, dehesas, conservación ambiental y la defensa de la propiedad. También propuso la abolición del concertaje:
El concierto, por no decir el esclavo, nunca puede hacer un trabajo perfecto, como lo haría un peón libre, y que gane un jornal seguro. El primero, trabaje bien o mal, sabe que ha de ganar su mísero jornal, sabe que el patrón le ha de mantener hasta la muerte, lo mismo que a un caballo o a un buey y poco le importa que en libro de deudas, esté apuntado su nombre con 100 o con 1000 pues ya perdió la esperanza de desquitar la deuda, sin cesar creciente. 

### La Amazonía y las misiones
Alrededor de la colonización de la Amazonía giraba una controversia entre el partido conservador y liberal. El principal hecho histórico reciente para la época de Martínez fue el restablecimiento de las misiones amazónicas por Antonio Flores Jijón. Era a través de la evangelización en la Amazonía que se buscaba controlar este territorio, de la misma forma que se había desarrollado en las misiones jesuíticas de Maynas. Esta idea, era contraria a lo que buscaban los liberales puesto que para instaurar el laicismo se debía separar la iglesia del estado y encontrar formas seculares de colonizar dicha región. Anteriormente el presidente liberal Urbina había expulsado a los jesuitas lo que había puesto en peligro la soberanía de ese territorio, al mismo tiempo había llevado a cabo la manumisión de los esclavos lo que aumentó la migración hacia la costa. Esto fue contrarrestado por García Moreno quien trajo de regreso a los jesuitas y continuado posteriormente por Antonio Flores Jijón. Sin embargo, con la revolución liberal se corría el riesgo de perder nuevamente el control sobre esta región. Para ello Martínez desarrolló una manera secular de colonizar esta región para lo cual proponía la construcción de caminos y su anhelado ferrocarril amazónico. De esta forma resumía la situación: 
Seis o siete caminos buenos que nos pusieran en contacto no interrumpido con los principales ríos navegables del Oriente, nos harían dueños y señores, de hecho y de derecho, del territorio hoy disputado por la Nación peruana. Pero, doloroso es decirlo, nuestras fuerzas económicas no alcanzan para tanto.   
Para ese entonces existían cuatro caminos en construcción, el de Papallacta, el de Latacunga, el de Baños, y el de Riobamba. El resto del ensayo se dedicaría a desarrollar las ventajas y desventajas de cada uno de los caminos existentes para poder impulsar la colonización de dicha región. 

### Otros escritos
En Disparates y caricaturas vuelve a publicar dos artículos que había publicado previamente en la Revista de Quito, y agrega varios cuentos que dictó a su esposa para recrearse mientras convalecía de una enfermedad, en Piura. Martínez advierte en el prólogo de este libro que aunque los cuentos satíricos allí contenidos pudieran parecer inverosímiles, tienen base en la realidad: «Para matar o siquiera atenuar el fastidio, dicté a mi mujer algunos disparates literarios. Son, pues, inspirados por la parálisis, el polvo, el calor y las mordeduras de las chinches. [...] Puede ser que mis Disparates sean picantes y mal intencionados. Ni quito ni pongo rey; pero advierto que los tipos y escenas son casi totalmente copiados del natural». 

### Lista de libros publicados
- La pintura de Paisaje en el Ecuador, crítica de arte en 1897
- Cartas de viaje, artículos periodísticos en 1897
- La Agricultura del interior, causas de su atraso y modos de impulsarla, ensayo publicado en 1897, 48 p.
- Camino al Oriente, ensayo publicado en 1903
- Disparates y caricaturas, cuentos publicados en 1903

- Costumbres ecuatorianas, cuentos, 1903.
- La agricultura ecuatoriana, estudio económico publicado en 1903 de 376 p.
- Monografía de Ambato, ensayo publicado en 1903
- A la costa, novela publicada en 1904

## Obra pictórica

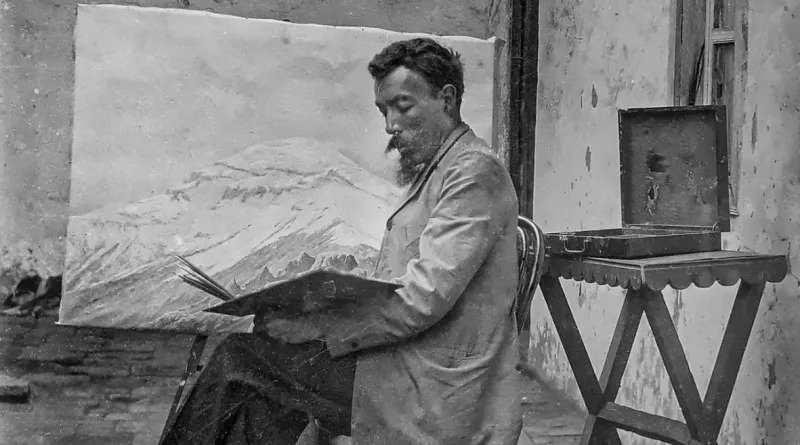
Luis A. Martínez pintando en Atocha, fotografía tomada a inicios del. En el fondo se puede ver el volcán Chimborazo visto desde su cara occidental.

Luis A. Martínez era principalmente era un pintor debido a que siempre se sintió atraído a lo largo de su vida al paisajismo. En el prólogo de uno de sus libros escribió: «No pertenezco a ninguna escuela, soy profundamente realista, y pinto la naturaleza como es y no como enseñan los convencionalismos». Su realismo se puede explicar en parte debido a su afiliación con el partido liberal y su oposición al clericalismo, por lo que los motivos de sus cuadros no eran religiosos. Además, su afición por el montañismo y el hecho de haber trabajado en la región costa, sirvió además de mucha inspiración. A pesar de eso, la crítica considera que su obra también puede ser enmarcada dentro del romanticismo ya que en sus paisajes se puede apreciar una ideología individual creadora.
Su carrera como pintor influenció su novela A la costa que está repleta de descripciones de la región sierra y costa de Ecuador, y que causaron una gran impresión en el público, ya que al inicio del siglo XX viajar entre las distintas regiones de ese país era mucho más difícil.
Muchas de sus pinturas se encuentran fuera del país: dos de ellas en la Biblioteca del Congreso de los Estados Unidos, dos en el Museo Vaticano y una en Río de Janeiro.
De las obras que se encuentran en Ecuador y en otros países son las siguientes:
- Paisaje de la costa, 1898
- Paisaje de valle interandino, cerca 1898
- Paisajes andinos, sembríos, montañas de la provincia de Bolívar, 1898
- Paisaje tropical (Estero en los alrededores de Balzar), 1900
- Paisaje de la cordillera en la provincia de Bolívar, cerca 1902
- El camino del inca, 1900
- El salto del Ayogán, 1900 Laguna de páramo, cerca 1901
- Río Babahoyo, 1901
- El Kapac Urco (El Altar), 1906
- Carihuairazo, 1906

- Entrada al oriente, 1906
- El páramo del Antisana, 1906
- El Antisana visto desde el oriente, 1906
- Páramo del Antisana, 1906
- El Chimborazo, 1907
- Una vaquería en el páramo del Quilindaña, 1907
- Laguna de Ozogoche, cerca 1908
- Chimborazo y Carihuairazo, 1907; Réquiem, 1908
- La inmensidad de los páramos /Soledad eterna, 1908

### Galería

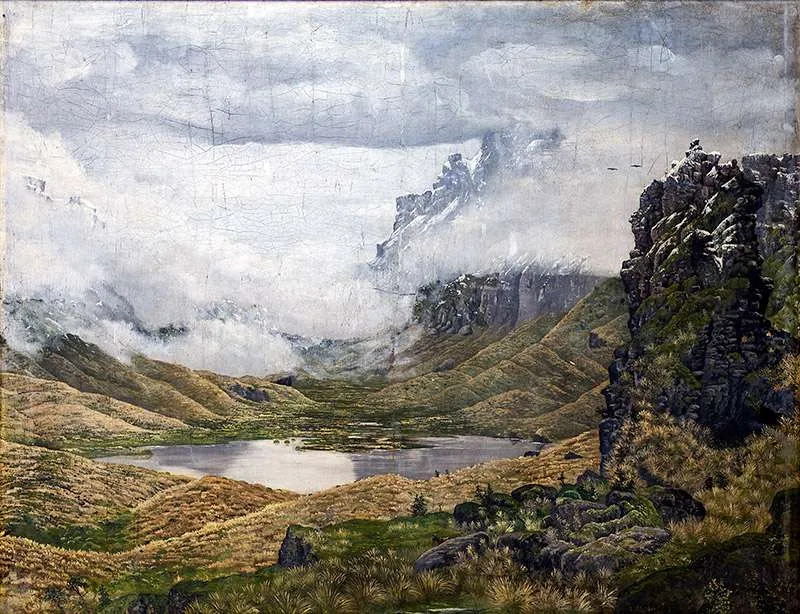
Laguna de páramo
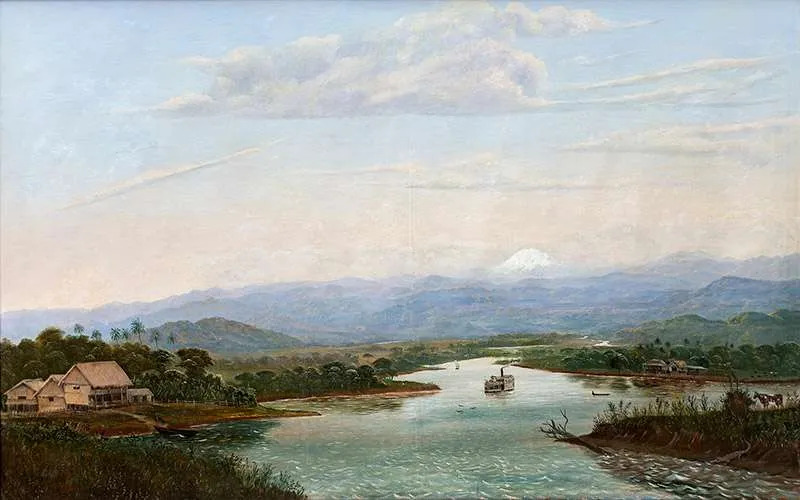
Río Babahoyo
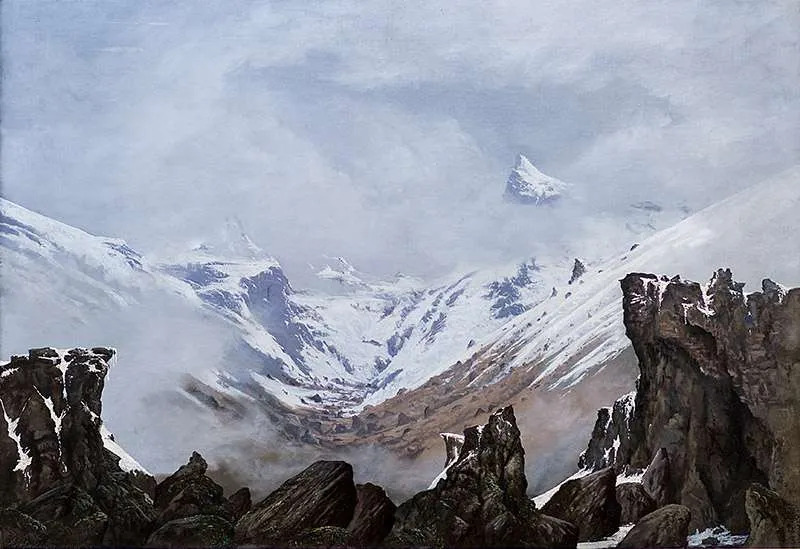
Volcán Carihuairazo
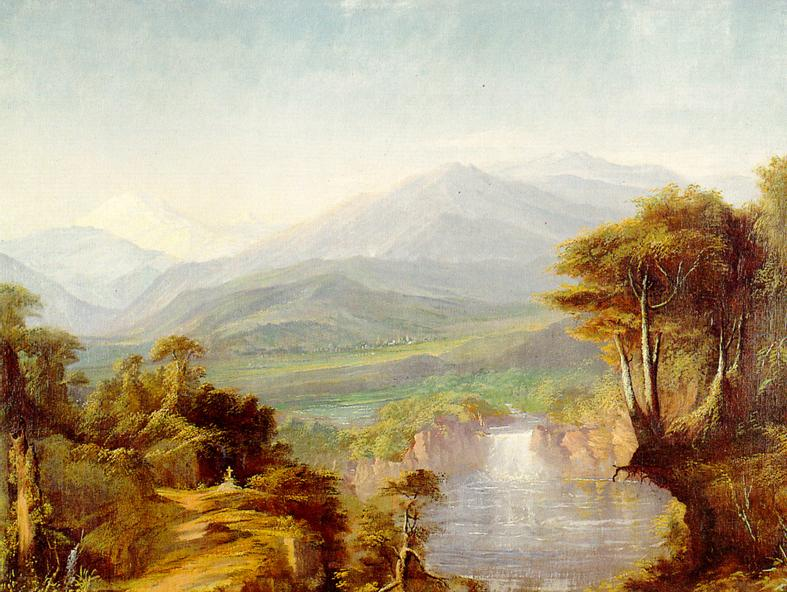
Volcán Tungurahua

## Legado y memoria

### Legado

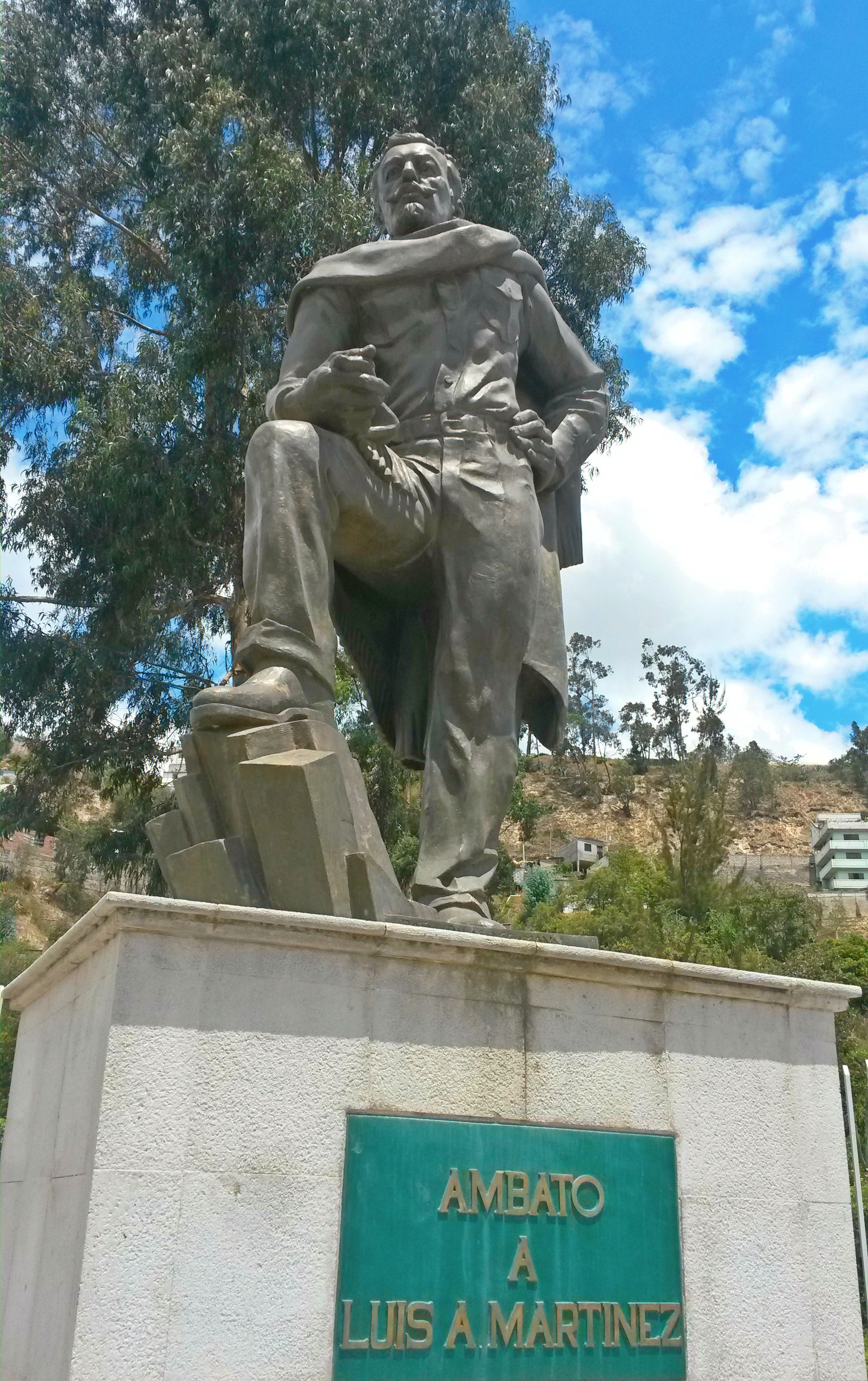
Monumento de Luis A. Martínez en la ciudad de Ambato

Fue una de las figuras más importantes durante la Revolución liberal y en sus cuarenta años logró hacer mucho. Fue senador, ministro, pintor, novelista, montañista y hombre de negocios. Luchó por un país más laico desde el arte y la educación. En el primer caso junto a sus hermanos Augusto y Nicolás que se dedicaran a la fotografía y la geografía respectivamente estudió la naturaleza de Ecuador de una manera secular, realista y científica, lo que representaría en sus cuadros. Por otro lado en la educación impulsaría su desarrollo desde el ministerio del que sería subsecretario con un trabajo muy activo puesto que fundaría la Escuela de Bellas Artes y la Facultad de Ciencia en Quito. Además empezaría la Escuela normal de Agricultura en Ambato que buscaría implementar la reforma en el agro que había impulsado desde sus ensayos. Con su novela A la costa daría inicio a una tendencia literaria que cobraría fuerza en Ecuador vinculado al realismo social, dando fin al costumbrismo del siglo XIX. Por otro lado sus escritos acerca de la agricultura también inspirarían al escritor indigenista Pío Jaramillo Alvarado. Por esta razón, Luis A. Martínez difundió las ideas liberales en el Ecuador relacionadas con un arte secular y libre, al desarrollo económico en lo comercial y agrícola, al trato humano de los indígenas y afroecuatorianos, a lo regional por la migración al litoral. Estas ideas serían tomados por los socialistas ecuatorianos en las décadas posteriores, rechazando sus opiniones económicas liberales y apropiándose de la causa de la defensa de los indígenas, para intentar replicar el éxito de Martínez y la Revolución liberal.

### Memoria
Su memoria se perpetúa a través de las distintas organizaciones que fundó o que llevan su hombre en su honor.
- Salón de Pintura Luis A. Martínez: Desde 1980, el Departamento de Cultura de la Municipalidad de Ambato realiza un certamen de pintura bautizado en honor a Luis Alfredo Martínez, en el salón homónimo[15] En la actualidad es uno de los concursos de pintura más importantes del país que se realizan normalmente como parte de la Fiesta de las Flores y las Frutas.[16]
- Fortaleció la sociedad civil fundando instituciones como el Club Tungurahua en 1903 del que sería su primer presidente y existe hasta la actualidad como uno de los lugares de más tradición donde realizar deportes. Algunas de sus obras pictóricas se encuentran allí en la actualidad.[17]
- Para mantener viva su memoria se creó la Casa Museo Martínez-Holguín ubicada en el jardín botánico Atocha-La Liria, en Ambato. Este lugar fue su residencia en vida y era conocida por albergar una de las mejores bibliotecas privadas del Ecuador en su tiempo.[18]
- En 1994, la cadena televisión Ecuavisa crearía una miniserie basada en su novela A la costa.
- Su obra pictórica sigue siendo valorada y en octubre de 2022 se realizó una exhibición titulada Paisajes. Instantes de los Andes de Luis A. Martínez, en el MuNa.[18]
- En su honor se creó la unidad educativa Luis Alfredo Martínez en la ciudad de Ambato.[19]

Ante su muerte escribió unas últimas palabras que resumían su vida a manera de autobiografía:
Un cuarto de siglo he luchado furiosamente por la vida. Lo he sido todo, desde peón y jardinero hasta gerente de grandes explotaciones agrícolas e industriales, desde Teniente Político de la más miserable Parroquia hasta Ministro de Estado, cazador, ascensionista, pintor, escritor, etc. La pobreza y las contrariedades no me asustaron nunca, la prosperidad y los honores no me enorgullecieron jamás. Cuerpo de acero y ánimo bien templado fueron el secreto de mis éxitos. El rasgo dominante de mi carácter, la independencia, salvaje alguna vez y además, amor entrañable a la naturaleza, al arte, a la Patria, a esta última sobre todo, tanto, tanto, que me apagó a veces lo más querido de mi alma. Dos grandes crisis, la pérdida de mi esposa, ángel guardián mío y la ruina de mi salud, han echado al suelo toda mi fuerza, matado mi fe en todo, y hecho de un hombre en la flor de la vida, un valetudinario, misántropo y casi nihilista. ¿Algo sobre arte? No pertenezco a ninguna escuela, soy profundamente realista y pinto la naturaleza como es y no como enseñan los convencionalismos. El paisaje no debe ser solo una obra de arte, sino un documento pictórico científico. Mi maestría es la naturaleza pues todavía la estudio.